# Liga Mundial de Voleibol
A Liga Mundial de Voleibol foi uma competição anual de voleibol masculino. Criado em 1990, o torneio era o mais longo e mais rico dentre todos os eventos internacionais organizados pela FIVB. Em 2011, foram distribuídos vinte milhões de dólares entre os times participantes.
A edição de 2017 foi, também, a última desta competição. A partir de 2018, a mesma foi substituída pela Liga das Nações de Voleibol Masculino.

## História

### Origens
A Liga Mundial foi criada em 1990 como parte de um intenso programa de marketing que se tornaria marca registrada da atuação da FIVB no final do século XX. A ideia consistia em promover o voleibol em escala mundial através do estabelecimento de torneios anuais que despertassem o interesse do público em todos os continentes.
Até o início da década de 1990, as competições internacionais envolvendo times de alto nível (Jogos Olímpicos e Campeonato Mundial) tinham lugar apenas em ciclos de quatro anos, e eram usualmente confinadas a apenas uma cidade ou país sede. A Liga Mundial, ao contrário, foi projetada para ocorrer anualmente, com um sistema rotativo de cidades-sede que permitia a cada equipe ser mandante de um certo número de partidas durante a fase preliminar. Restrições adicionais para participação, tais como a obrigatoriedade de transmitir os jogos pela televisão, garantiam ainda intensa cobertura da mídia.
A estratégia da FIVB acabou provando-se visionária: na virada do século, a Liga Mundial já estava plenamente consolidada como uma importante competição internacional de voleibol. Aos olhos da federações nacionais, a falta de tradição do torneio era compensada pelas generosas recompensas em dinheiro que eram oferecidas aos participantes: entre 1990 e 2004, o total gasto com premiações pulou de um para treze milhões de dólares.
Inspirada pelo sucesso da Liga Mundial, a FIVB introduziu em 1993 um projeto análogo para o voleibol feminino, o Grand Prix. No inicio, esta medida obteve enorme sucesso no leste da Ásia, onde esta modalidade esportiva tornou-se muito popular e posteriormente ela se consolidou nos outros continentes.

### Resultados anteriores
Nos anos 1990, a Itália dominou completamente a Liga Mundial, vencendo logo as três primeiras edições do torneio: 1990, 1991 e 1992. Sediando a fase final, o Brasil - então campeão olímpico - conseguiu conquistar o ouro em 1993, mas os italianos retornaram ao lugar mais alto do pódio em 1994 e 1995.
Prenunciando o que aconteceria alguns meses mais tarde nos Jogos Olímpicos de Atlanta, os Países Baixos venceram, com muita dificuldade, a final de 1996 em cinco sets. Mais uma vez, entretanto, os italianos retornaram ao topo do pódio em 1997. Em 1998, o vencedor foi Cuba; em 1999 e 2000, outra vez a Itália.
Os números não deixam margem a dúvidas: entre 1990 e 2000, foram jogadas 11 edições da Liga Mundial. A Itália conquistou o ouro oito vezes, e cada uma das outras três edições do torneio foi conquistada por um time diferente.
A supremacia italiana na Liga Mundial começou a desvanecer em 2001, quando o Brasil conquistou pela segunda vez o torneio em sets diretos. Com mais sete títulos, em 2003, 2004, 2005, 2006, 2007, 2009 e 2010, os brasileiros despontaram como a nova força do século XXI.
Em 2008, os Estados Unidos conquistaram o título pela primeira vez batendo o Brasil na semifinal por 3 sets a 0 e a Sérvia na final por 3 sets a 1. O Brasil perdeu a disputa do bronze para a Rússia por 3 sets a 1, conseguindo sua pior colocação na era Bernardinho, jogando em casa. Antes o Brasil nunca havia ficado fora do pódio em todas competições disputadas por essa geração. Em 2009, o Brasil retomou o título ao derrotar a Sérvia na final por 3 sets a 2, em Belgrado, e em 2010 conquitou o título novamente, dessa vez sobre a Rússia por 3 sets a 1. Com a nona conquista, oito delas na década de 2000, superou a Itália em número de títulos.
A Rússia conquistou seu primeiro título em 2002, em uma final contra o Brasil. Após as vitórias brasileiras em 2007 e 2010, os russos chegaram a uma nova final contra o Brasil em 2011, onde conquistaram a Liga Mundial pela segunda vez.
Após a vitória da Polônia em 2012, que venceu a Liga Mundial pela única vez, Rússia e Brasil voltaram a realizar a final da competição em 2013 com nova vitória russa, totalizando o segundo título em três anos. Em 2014 o Brasil chegou a sua terceira final nas últimas quatro edições, mas foi novamente derrotado, dessa vez para os Estados Unidos que obtiveram seu segundo título. A França ingressou no grupo de seleções campeãs ao derrotar a Sérvia e conquistar seu primeiro título da Liga Mundial em 2015, sendo a última vencedora da competição com o triunfo de 2017. Em 2016, após ter perdido o título em cinco oportunidades, a Sérvia conquistou sua única medalha de ouro.

## Formato da competição
A FIVB constantemente adaptou o formato da Liga Mundial com o objetivo de aumentar a competitividade e tornar as partidas mais interessantes para o público. Algumas regras e restrições básicas, contudo, foram peculiares desse torneio.
- Os times participantes tinham de assegurar transmissão televisiva e cobertura de TV local.
- A competição era dividida em pelo menos duas fases: uma preliminar (denominada "intercontinental"), com um sistema rotativo de cidades-sede; e uma fase final, com um país-sede.
- Na fase preliminar, os times eram organizados em chaves. Cada time realizava seis partidas contra todos os outros times em sua chave, três como mandante, três como visitante. Cada par de partidas era disputado durante um fim de semana.
- Na edição de 2012, a FIVB adotou a fórmula de disputa na primeira fase com sede na casa de cada um dos integrantes das chaves, durante um fim de semana.
- Quando todas as partidas da fase preliminar eram disputadas, os n melhores times em cada chave qualificavam-se para a fase final, e o restante deixava a competição. O valor de n depende do número de times participantes e do formato que seria adotado nas finais.
- O país-sede qualificava-se automaticamente para as finais.
- A FIVB já empregou diversos formatos diferentes para as finais: "Top Six", "Top Four", formato olímpico. A partir de 2004, o mais habitual era adotar um formato misto: nas quartas de final, os times eram organizados em duas chaves, e os dois vencedores de cada chave disputavam semifinais e finais através de cruzamento olímpico.
- Na fase preliminar, cada time poderia normalmente trabalhar com uma lista de dezoito jogadores: a cada rodada, o técnico indicava os doze que seriam utilizados nas partidas daquela semana. Na fase final, eram permitidos apenas catorze atletas.
- Até 2009 a Liga Mundial não possuía qualificação. Em edição de 2010 a FIVB implantou o sistema onde quatro equipes designadas por cada confederação disputavam duas vagas contra as equipes que finalizaram nas duas últimas colocações na edição anterior da Liga Mundial. Esse sistema durou até 2013.
- Iniciando em 2014, a FIVB aumentou o número de participantes e dividiu as equipes em três diferentes divisões (denominados "Grupos"), de acordo com o ranking mundial.
- A partir de 2016 a Liga Mundial utilizou o mesmo formato do Grand Prix.

### Alocação dos países por Grupo
Em 2017:
| Grupo 1 | Grupo 2 | Grupo 3 |
| --- | --- | --- |
| Argentina · Bélgica · Brasil · Bulgária · Canadá · Estados Unidos · França · Irã · Itália · Polônia · Rússia · Sérvia | Austrália · China · Coreia do Sul · Egito · Finlândia · Eslováquia · Eslovênia · Japão · Países Baixos · Portugal · Chéquia · Turquia | Alemanha · Áustria · Catar · Cazaquistão · Espanha · Estônia · Grécia · México · Montenegro · Taipé Chinês · Tunísia · Venezuela |

## Quadro de medalhas
| Ordem | País           | Medalha de ouro | Medalha de prata | Medalha de bronze |    |
| ----- | -------------- | --------------- | ---------------- | ----------------- | -- |
| 1     | Brasil         | 9               | 7                | 4                 | 20 |
| 2     | Itália         | 8               | 3                | 4                 | 15 |
| 3     | Rússia         | 3               | 5                | 7                 | 15 |
| 4     | Estados Unidos | 2               | 1                | 3                 | 6  |
| 5     | França         | 2               | 1                | 1                 | 4  |
| 6     | Cuba           | 1               | 5                | 3                 | 9  |
| 6     | Sérvia         | 1               | 5                | 3                 | 9  |
| 8     | Países Baixos  | 1               | 1                | 1                 | 3  |
| 9     | Polônia        | 1               | 0                | 1                 | 2  |
| 10    | Canadá         | 0               | 0                | 1                 | 1  |

## MVPspor edição
- 1990 – ITA Andrea Zorzi
- 1991 – ITA Andrea Zorzi
- 1992 – ITA Lorenzo Bernardi
- 1993 – BRA Giovane Gávio[9]
- 1994 – ITA Andrea Giani
- 1995 – RUS Dmitriy Fomin
- 1996 – ITA Lorenzo Bernardi
- 1997 – NED Guido Görtzen
- 1998 – CUB Osvaldo Hernández
- 1999 – CUB Osvaldo Hernández
- 2000 – ITA Andrea Sartoretti
- 2001 – YUG Ivan Miljković
- 2002 – YUG Ivan Miljković
- 2003 – SCG Ivan Miljković
- 2004 – ITA Andrea Sartoretti
- 2005 – SCG Ivan Miljković
- 2006 – BRA Gilberto Godoy Filho[9][10]
- 2007 – BRA Ricardo Garcia[9]
- 2008 – USA Lloy Ball
- 2009 – BRA Sérgio Dutra Santos[9][11]
- 2010 – BRA Murilo Endres[9][12][13]
- 2011 – RUS Maxim Mikhaylov
- 2012 – POL Bartosz Kurek
- 2013 – RUS Nikolay Pavlov
- 2014 – USA Taylor Sander
- 2015 – FRA Earvin N'Gapeth
- 2016 – SRB Marko Ivović
- 2017 – FRA Earvin N'Gapeth[14]